# William J. Harris
William Julius Harris, född 3 februari 1868 i Cedartown, Georgia, död 18 april 1932 i Washington, D.C., var en amerikansk demokratisk politiker. Han var chef för folkräkningsmyndigheten United States Census Bureau 1913-1915. Han representerade delstaten Georgia i USA:s senat från 1919 fram till sin död.
Harris utexaminerades 1890 från University of Georgia. Han arbetade som privatsekreterare åt Alexander S. Clay 1904-1909. Han var ledamot av delstatens senat 1911-1912. Han efterträdde 1913 Edward Dana Durand som chef för Census Bureau. Han efterträddes två år senare av Samuel Lyle Rogers.
Harris efterträdde 1919 Thomas W. Hardwick som senator för Georgia. Han avled 1932 i ämbetet och efterträddes av John S. Cohen.
Harris grav finns på Greenwood Cemetery i Cedartown.